# Jaime Uriel Sanabria Arias
Jaime Uriel Sanabria Arias (n. Ciénega, Departamento de Boyacá, Colombia, 17 de abril de 1970) es un religioso colombiano.
Actualmente es vicario del Vicariato apostólico de San Andrés y Providencia.

## Biografía
Nacido en el municipio colombiano de Ciénega, el día 17 de abril de 1970.
Es hijo de José del Carmen Sanabria y Rosalbina Arias Soler.
Realizó sus estudios primarios en el Colegio "José Cayetano Vásquez" de su pueblo natal.
Seguidamente al descubrir su vocación religiosa decidió ingresar en el Seminario Mayor de la Arquidiócesis de Tunja, en el que estuvo frecuentando los cursos de Filosofía y Teología.
Finalmente fue ordenado sacerdote el día 19 de noviembre de 1994.
También ha estado realizado estudios de Pastoral, específicamente con el Movimiento para un Mundo Mejor y el Plan de Renovación y Evangelización Diocesana.
Durante los 20 años como sacerdote, ha estado ejerciendo los cargos de vicario parroquial en Ciénega- Boyacá (1994-1999); Párroco en San Antonio de Ventaquemada (1999 - 2007) y vicario episcopal para la Acción Pastoral de la Arquidiócesis de Tunja (2008- hasta su ascenso episcopal).